# 이지완 (2000년)
이지완(2000년 8월 21일 ~ )은 대한민국의 배우이다.

## 생애
2000년 8월 21일 충청북도 청주시 출생으로 2007년 KBS 2TV 《헬로! 애기씨》 어린 이수하 역 (이다해 아역)으로 데뷔했으며 이후 MBC 《커피프린스 1호점》 어린 고은찬 역 (윤은혜 아역)을 맡았다.
이후 MBC 《김치 치즈 스마일》, KBS 2TV 《KBS 드라마시티 - 쉿! 거기, 천사》, MBC 《옥션하우스》, KBS 2TV 《최강칠우》, TvN 《미세스타운 - 남편이 죽었다》 등 다양한 드라마에서 아역 배우로 활동하였다.
그리고 데뷔 이전 2006년 EBS 1TV 《뿡뿡이랑 냠냠》에서 새콤이 역으로 당시 최연소 MC로 활약하였고 데뷔 이후 2007년 KBS 2TV 《두뇌왕 아인슈타인》에서 박명수, 이휘재와 함께 MC로서 활약을 이어나가며 EBS 1TV 《생방송 톡!톡! 보니하니》에서 나랑 역으로 MC 활동을 이어나갔다.
한민고등학교 졸업 후 건국대학교 철학과에 입학하였다.
성인이 된 후 MBC 《아이템》, TvN 《어비스》, TvN 《호텔 델루나》 등 공백기를 가졌음에도 불구하고 꾸준한 작품 활동을 이어나가고 있다.
2020년 KBS 2TV 《본 어게인》에 보혜 역으로 캐스팅 되어 진세연 (정사빈)의 제자이자 장기용 (천종범)의 의대생 동기로 캐스팅 되어 활동하였다.
2021년 문영남 작가의 KBS 2TV 《오케이 광자매》에서 목격자 송아름 역으로 캐스팅 되어 4회부터 출연하여 극의 흐름을 이끌어가는 중요한 역할이다.

## 학력
- 2016년 ~ 2019년 한민고등학교
- 2019년 ~ 건국대학교 철학과

## 출연

### 방송

#### 드라마
- 2006년 SBS 《마이 러브》
- 2007년 KBS 2TV 《행복한 여자》 - 어린 이지선 역 (김윤정 아역)
- 2007년 KBS 2TV 《헬로! 애기씨》 - 어린 이수하 역 (이다해 아역)
- 2007년 MBC 《커피프린스 1호점》 - 어린 고은찬 역 (윤은혜 아역)
- 2007년 KBS 2TV 《KBS 드라마시티 - 쉿! 거기, 천사》 - 란이 역
- 2007년 수퍼액션 《도시괴담 데자뷰 2》 - 송이 역
- 2007년 SBS 《조강지처 클럽》 - 어린 한복수 역 (김혜선 아역)
- 2007년 MBC 《옥션하우스》 - 윤아 역
- 2008년 MBC 《비포 앤 애프터 성형외과》 - 한송이 역
- 2008년 KBS 2TV 《최강칠우》 - 이신향 역
- 2008년 KBS 2TV 《아내와 여자》 - 황아름 역
- 2009년 TvN 《미세스타운 - 남편이 죽었다》 - 민수아 역
- 2010년 KBS 2TV 《KBS 드라마 스페셜 - 끝내주는 커피》 - 이랑 역
- 2019년 MBC 《아이템》
- 2019년 TvN 《어비스》
- 2019년 TvN 《호텔 델루나》 - 이은진 역
- 2019년 KBS 2TV 《세상에서 제일 예쁜 내 딸》
- 2020년 KBS 2TV 《본 어게인》 - 보혜 역
- 2020년 TvN 《여신강림》 - 최현주 역
- 2021년 KBS 2TV 《오케이 광자매》 - 송아름 역

#### 시트콤
- 2007년 MBC 《김치 치즈 스마일》 - 엄지영 역

#### 교양
- 2006년 EBS 1TV 《뿡뿡이랑 냠냠》 - 새콤이 역
- 2007년 EBS 1TV 《생방송 톡!톡! 보니하니》 - 나랑 역

#### 예능
- 2007년 KBS 2TV 《두뇌왕 아인슈타인》

#### 기타
- 2020년 유튜브 《이지와니》

### 영화
- 2006년 《훼미리 사이즈 피자》

### 뮤직비디오
- 2007년 태사비애 - 〈손바닥〉
- 2007년 김종욱 - 〈가난한 사랑〉

### 광고
- 2008년 대상 청정원 맛선생 - 엄마는 맛선생 (With 정혜영)
- 2009년 한국가스안전공사 - 가스안전 실천이 곧 행복입니다
- 2010년 동서식품 포스트 콘푸라이트 애플 올리고 - 사과해 사과 (With 신애라)
- 2011년 동서식품 포스트 콘푸라이트 - 아이는 사랑을 먹고 자랍니다 (With 신애라)
- 2012년 동서식품 포스트 콘푸라이트 - 키만 크면 되는데 (With 신애라)
- 2017년 광동제약 썬키스트 자몽소다